# Liste der Bodendenkmale in Neuenhagen bei Berlin
In der Liste der Bodendenkmale in Neuenhagen bei Berlin sind alle Bodendenkmale der brandenburgischen Gemeinde Neuenhagen bei Berlin und ihrer Ortsteile aufgelistet. Grundlage ist die Veröffentlichung der Landesdenkmalliste mit dem Stand vom 31. Dezember 2020.
Die Baudenkmale sind in der Liste der Baudenkmale in Neuenhagen bei Berlin aufgeführt.

## Bodendenkmale
| Gemarkung                                  | Flur       | Kurzansprache                                       | Bodendenkmalnummer | Bemerkung                                          | Bild |
| ------------------------------------------ | ---------- | --------------------------------------------------- | ------------------ | -------------------------------------------------- | ---- |
| Altlandsberg, Neuenhagen bei Berlin (Lage) | 21, 3      | Siedlung Urgeschichte                               | 60779              | siehe auch Liste der Bodendenkmale in Altlandsberg |      |
| Neuenhagen bei Berlin (Lage)               | 14         | Siedlung Bronzezeit                                 | 60773              |                                                    |      |
| Neuenhagen bei Berlin (Lage)               | 14, 17     | Siedlung Bronzezeit                                 | 60774              |                                                    |      |
| Neuenhagen bei Berlin (Lage)               | 14, 15     | Siedlung Bronzezeit                                 | 60775              |                                                    |      |
| Neuenhagen bei Berlin (Lage)               | 3          | Siedlung Urgeschichte, Siedlung römische Kaiserzeit | 60776              |                                                    |      |
| Neuenhagen bei Berlin (Lage)               | 6          | Siedlung Bronzezeit                                 | 60777              |                                                    |      |
| Neuenhagen bei Berlin (Lage)               | 1          | Siedlung römische Kaiserzeit                        | 60778              |                                                    |      |
| Neuenhagen bei Berlin (Lage)               | 5          | Siedlung Bronzezeit, Siedlung Eisenzeit             | 60780              |                                                    |      |
| Neuenhagen bei Berlin (Lage)               | 12, 13, 16 | Dorfkern deutsches Mittelalter, Dorfkern Neuzeit    | 60781              |                                                    |      |
| Neuenhagen bei Berlin (Lage)               | 3          | Siedlung Urgeschichte                               | 60782              |                                                    |      |
| Neuenhagen bei Berlin (Lage)               | 1, 2       | Dorfkern deutsches Mittelalter, Dorfkern Neuzeit    | 60903              |                                                    |      |
| Neuenhagen bei Berlin (Lage)               | 3          | Siedlung Urgeschichte                               | 60904              |                                                    |      |